# Mad Jack
Mad Jack (Mad Jack the Pirate) è una serie tv a cartoni animati. La proprietà della serie è passata alla Disney nel 2001, quando la Disney ha acquisito Fox Kids Worldwide, che include anche Saban Entertainment.

## Trama
Mad Jack è un pirata cattivissimo, dal carattere coraggioso ma presuntuoso ed egoista. In compagnia del suo compagno Snuck il ratto, fa molte avventure per arricchirsi, ma finiscono quasi sempre male.

## Doppiatori
| Personaggio      | Doppiatore originale | Doppiatore italiano |
| ---------------- | -------------------- | ------------------- |
| Mad Jack         | Bill Kopp            | Patrizio Prata      |
| Snuk             | Billy West           |                     |
| Angus Dagnabbit  | Robert Pike Daniel   |                     |
| Mrs. Grunion     | Charlie Adler        |                     |
| Magic Pink Fairy | Sandy Fox            |                     |

## Episodi
- 01. Il mostro del lago
- 02. Alla ricerca del granato blu
- 03. Mad Jack e Il Conte Draclia
- 04. Chi salverà Mad Jack? / Mad Jack e Il cavaliere nero
- 05. All'ultima sfida / La vita dei pirati
- 06. Tanti auguri! / Naufragio
- 07. La licenza del pirata / 999 delizie
- 08. I troll della neve / Nel regno di Crostazia
- 09. Il drago / Il falso capitano
- 10. Mad Jack e l'isola rosa / Mad Jack e lo zio Mortimer
- 11. Nel vulcano con Mad Jack / Il tesoro
- 12. Il ritorno della maestra / Il mostro marino
- 13. Fagioli e magia / Tesori d'Egitto